# Ermida de Santo António (Vila da Praia)
A Ermida de Santo António localiza-se na Vila da Praia, no concelho de Santa Cruz da Graciosa, na ilha Graciosa, nos Açores.

## História
A sua data de construção recua ao século XVII. Terá sido erguida algures entre 1645 e 1668, por iniciativa do então Sargento-mor, António de Freitas Correia, cujos restos mortais se encontram sepultados no lado direito da capela, sob o retábulo.

## Características
Caracteriza-se caracteriza-se pela sua torre baixa.